# Pierre Ruibet
Pierre Ruibet, né le 9 juillet 1925 à Grenoble et mort pour la France le 30 juin 1944 à Jonzac, est un résistant français de la Seconde Guerre mondiale, compagnon de la Libération. À l'âge de 18 ans, il fait sauter un important dépôt de munitions de la Kriegsmarine, se sacrifiant dans l'opération.

## Un jeune patriote
Pierre Ruibet est né le 9 juillet 1925 à Grenoble d'un père charcutier et ancien combattant de la guerre de 14/18. Sa famille s'installe à Voiron, toujours en Isère où il fait ses études jusqu'au brevet élémentaire. En juin 1942, à 16 ans, il est inscrit au  Centre d'éducation Bayard d'Audinac-les-Bains en Ariège, son père souhaitant le voir suivre une carrière militaire. Ce centre accueille des enfants de troupe qui ont achevé leurs études mais n'ont pas encore l'âge de s'engager. Avec un groupe de camarades, il tente à l'été 1943 de rejoindre les Forces françaises libres à Londres en passant par l'Espagne mais il est arrêté par la Guardia Civil et remis à la police française. Rapidement libéré, il est exclu du centre d'Audinac. Pour échapper au STO, le Service du travail obligatoire, il devient terrassier au sein d'une unité de travailleurs utilisés par les PTT dans le Gard, puis à partir de septembre 1943, à Jonzac en Charente-Inférieure (aujourd'hui Charente-Maritime). Il est hébergé dans la famille de son ami Michel Robert.

## Destruction du dépôt de Jonzac
Début 1944, il réussit à se faire engager au dépôt de munitions de Jonzac. Parlant un peu allemand, il gagne rapidement la confiance de l'occupant. Par le biais du groupe-franc "Alerte", appartenant à l'Organisation civile et militaire, il fait passer à Londres un plan du dépôt, ainsi qu'une estimation du stock de munitions. Il estime celui-ci à près de 120 trains de munitions. Il s'agit du dépôt de la Kriegsmarine pour l'Atlantique et la mer du Nord, et par l'importance, c'est le deuxième dépôt de l'armée allemande en France. Les munitions sont stockées dans les carrières d'Heurtebise, à 20 m sous terre, et défendues par 26 mitrailleuses, et plusieurs canons de 37 mm, de 77 mm et de 105 mm. Il est impossible de le détruire par un bombardement, ou par un raid de commando. Seule solution : un sabotage.
Le 4 juin, l'ordre est donné de détruire le dépôt.
Après plusieurs tentatives, le 30 juin à 8h30, il parvient, aidé de son ami Claude Gatineau, également embauché au dépôt, à saboter celui-ci. Repérés par une sentinelle allemande alors que Gatineau était parti uriner à l’intérieur de la carrière au moment du sabotage (ce que les Allemands avaient interdit), Ruibet se sacrifie en tirant sur l'Allemand A. Hingler avec le pistolet qu'il avait apporté le matin dans ses affaires (passant la sécurité sans se faire contrôler), et mettant directement le feu aux mèches, enjoint Gatineau de se sauver. Le sous-officier allemand A. Hingler blessé s'enfuit et criant " Sabotage, Ruibet et Gatineau". Pendant trois jours, les explosions se succèdent. Le dépôt est anéanti. Gatineau, qui est revenu sur les lieux au début du drame dans sa tenue de sapeur pompier car son absence aurait pu éveiller les soupçons lors de la mise en place des opérations pour tenter de sauver le dépôt, ignore qu'il a été reconnu. Il est arrêté, torturé et fusillé le lendemain devant les grilles de l'ancienne carrière. Elles se trouvent aujourd'hui au jardin public de Jonzac où elles servent de mémorial à l'action héroïque de Pierre Ruibet et de Claude Gatineau.
Le commandant allemand de la place de Jonzac déclara au maire de la commune et au sous-préfet : « Ruibet nous a porté un coup mortel. Nous n'aurions pas cru cela de ce garçon. Nous avions toute confiance en lui. Il nous a trompés. Mais c'était un brave. » Son corps est retrouvé quelques jours plus tard.
Ses obsèques officielles ont lieu à Jonzac le 8 décembre 1944. Le sous-lieutenant Pierre Ruibet est inhumé à Voiron.
La petite amie de Ruibet, Mathilde Robert qui a 17 ans est arrêtée 8 jours plus tard, les Allemands découvrent des télégrammes qu'elle avait envoyés et la condamnent à mort. Par chance les Allemands quittent la ville la veille de son exécution.  
Pierre Ruibet est décoré à titre posthume par le Général de Gaulle de l'Ordre de la Libération, seuls 1037 autres résistants ont reçu cet honneur, dont 271 à titre posthume.
Ruibet et Gatineau sont également promus sous-lieutenants à titre posthume.
Grâce à Henri Noguères, ce fait historique a été relaté dans l'épisode Alerte à Jonzac de la série Hommes de caractère, diffusé en 1967 par l'ORTF. À la fin de l'épisode, le réalisateur Jean Kerchbron interroge des témoins principaux de l'époque pour qu'ils relatent leurs souvenirs.

## Décorations
- Chevalier de la Légion d'honneur
- Compagnon de la Libération à titre posthume par décret du 29 Décembre 1944[2]
- Croix de guerre 1939–1945, palme de bronze.

## Lieux mémoriaux
Plusieurs voies publiques de Charente-Maritime ou d'Isère sont nommées d'après lui:
- Jonzac (Charente-Maritime) : monument à Pierre Ruibet.
- Grenoble (Isère)  : rue Pierre-Ruibet ; nom gravé sur la stèle des Communes-Compagnon de la Libération
- Voiron (Isère) : square Pierre-Ruibet, avec monument par Émile Gilioli et portrait sculpté, inauguré le 6 novembre 1949
- Crolles (Isère) : impasse Pierre-Ruibet
- La Rochelle (Charente-Maritime):
  - Centre sportif Pierre-Ruibet
  - Square Pierre-Ruibet et Claude-Gâtineau
- Lagord (Charente-Maritime): rue Pierre-Ruibet et Claude-Gâtineau

Une annexe du lycée militaire d'Aix-en-Provence porte son nom.